# Sudda sudda
Sudda sudda är en barnsång av Gullan Bornemark. Den spelades in av Bornemark och hennes barn, Eva och Sven Bornemark.